# Benetton B192
A Benetton B192 egy Formula–1-es versenyautó, amelyet a Benetton tervezett az 1992-es Formula–1 világbajnokságra. Pilótái Michael Schumacher és Martin Brundle voltak.

## Áttekintés
Viszonylag későn debütált az autó, csak a spanyol nagydíjon, addig a B191-es áttervezett változatával álltak rajthoz. Versenyképes autó volt, számos dobogós helyezést arattak vele. Schumacher élete első győzelmét is ezzel az autóval aratta az esős belga nagydíjon, egy ügyes boxstratégiával, időben váltva szárazabb gumikra. Ez a győzelem volt az utolsó a sportágban, amit manuális váltójú autóval értek el. Kanadában Brundle is nagyon közel állt a győzelemhez, ahogy üldözte a versenyben vezető Gerhard Bergert, de egy váltóhiba miatt fel kellett adnia a küzdelmet. Az idényt Schumacher bajnoki bronzérmesként zárta, Brundle pedig hatodikként. Schumacher még Ayrton Sennát is megelőzte a bajnoki pontversenyben, pedig ő három versenyt is nyert. A Benetton konstruktőri harmadik lett.
Az autó kasztnija áramvonalas, modern, a Tyrrell csapat által nemrég bevezetett emelt orrú kivitelű volt. Hátrányai a kasztnin belül voltak megtalálhatók: az erősnek nem mondható Ford motor és a különféle vezetési segédletek (aktív felfüggesztés, kipörgésgátló, félautomata váltó stb.) hiánya.

## Eredmények
(Táblázat értelmezése)

(Félkövér: pole-pozícióból indult; dőlt: leggyorsabb kört futott) 

| Év   | Csapat              | Motor     | Gumik | Pilóták            | 1   | 2   | 3   | 4   | 5   | 6   | 7   | 8   | 9   | 10  | 11  | 12  | 13  | 14  | 15  | 16  | Pontok | Helyezés |
| ---- | ------------------- | --------- | ----- | ------------------ | --- | --- | --- | --- | --- | --- | --- | --- | --- | --- | --- | --- | --- | --- | --- | --- | ------ | -------- |
| 1992 | Camel Benetton Ford | Ford HBA7 | G     |                    | RSA | MEX | BRA | ESP | SMR | MON | CAN | FRA | GBR | GER | HUN | BEL | ITA | POR | JPN | AUS | 91*    | 3.       |
| 1992 | Camel Benetton Ford | Ford HBA7 | G     | Michael Schumacher |     |     |     | 2   | KI  | 4   | 2   | KI  | 4   | 3   | KI  | 1   | 3   | 7   | KI  | 2   | 91*    | 3.       |
| 1992 | Camel Benetton Ford | Ford HBA7 | G     | Martin Brundle     |     |     |     | KI  | 4   | 5   | KI  | 3   | 3   | 4   | 5   | 4   | 2   | 4   | 3   | 3   | 91*    | 3.       |

* 11 pontot szereztek a B191B-vel